# Friedrich Ferdinand von Beust

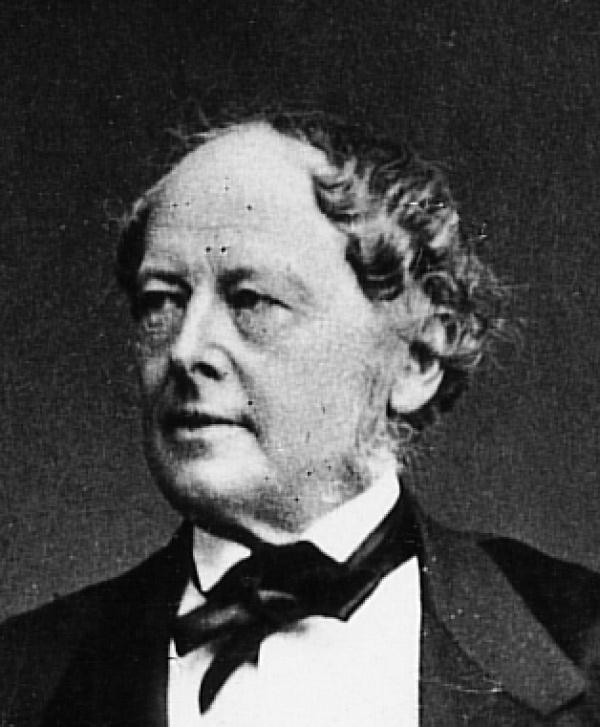
Friedrich Ferdinand Freiherr von Beust um 1860

Friedrich Ferdinand Graf von Beust (auch: Ferdinand Beust) (* 13. Januar 1809 in Dresden; † 24. Oktober 1886 auf Schloss Altenberg, bei St. Andrä-Wördern) war ein Staatsmann im Königreich Sachsen und in der Habsburgermonarchie. Er war sächsischer Außen-, Kultus- und Innenminister sowie von 1858 bis 1866 Vorsitzender des Gesamtministeriums (Regierungschef). Von 1866 bis 1871 war Beust österreichischer Außenminister sowie von 1867 bis 1871 Vorsitzender des Ministerrats für gemeinsame Angelegenheiten (Reichskanzler) Österreich-Ungarns. Als Gegenspieler von Bismarck versuchte er, eine gemeinsame Politik der deutschen Mittelstaaten zwischen Österreich und Preußen zustande zu bringen.

## Leben

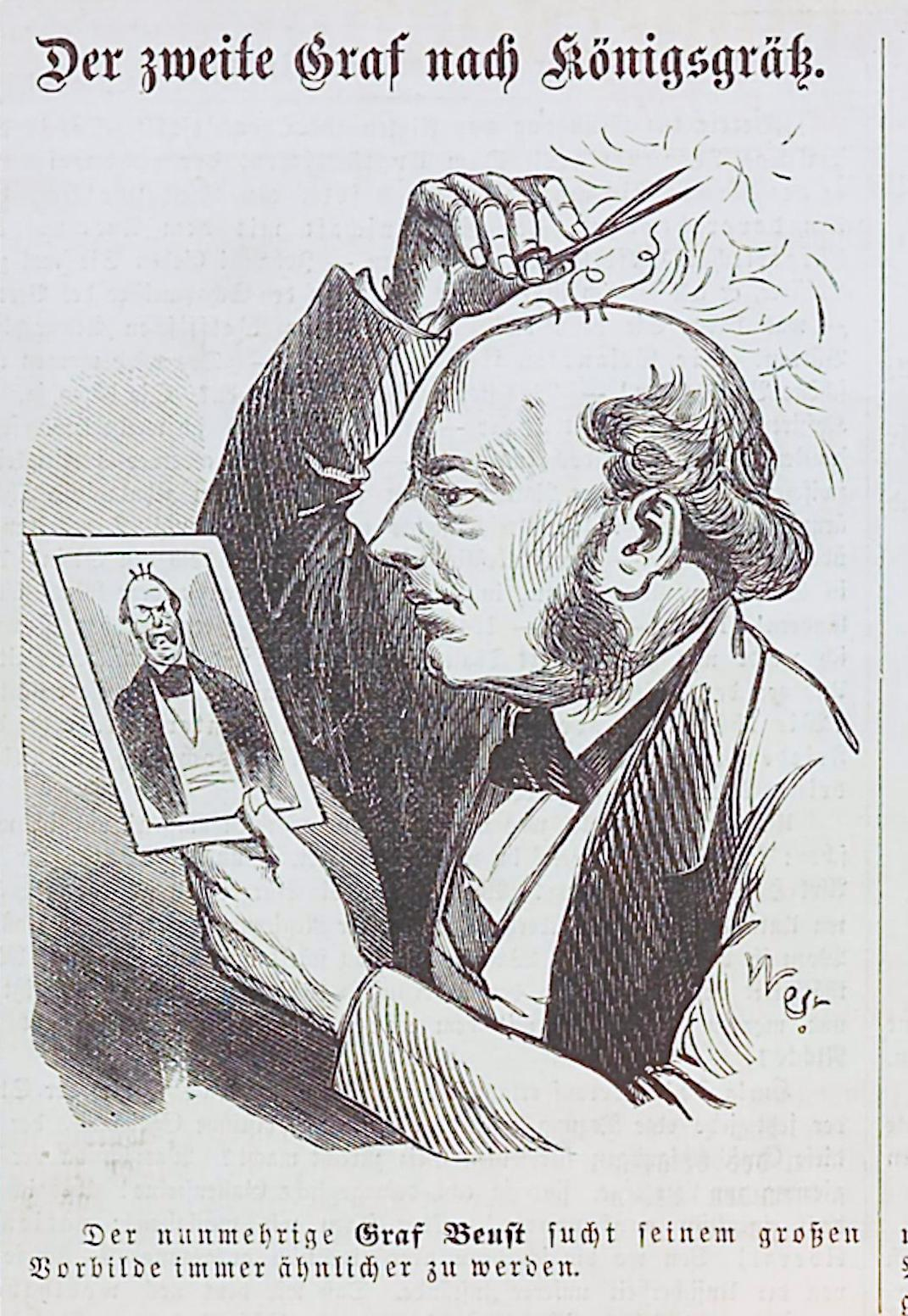
Kladderadatsch-Karikatur mit Beust, Bismarck und dessen sprichwörtlichen drei Haaren (1868)

Friedrich Ferdinand von Beust entstammte dem altmärkischen Adelsgeschlecht Beust. Er studierte von 1826 bis 1830 Rechts- und Staatswissenschaften an der Georg-August-Universität Göttingen und der Friedrich-Wilhelms-Universität Berlin. Danach trat er in den diplomatischen Dienst des Königreiches Sachsen. Er wurde 1836 Legationssekretär in Berlin und 1838 in Paris, 1841 Geschäftsträger in München, 1846 Ministerresident in London und 1848 Gesandter in Berlin.
Beust war von 1849 bis 1866 sächsischer Außenminister, von 1849 bis 1853 zugleich Kultusminister sowie von 1853 bis 1866 zugleich Innenminister. Zusätzlich amtierte er vom 25. Oktober 1858 bis zum 15. August 1866 als Vorsitzender des Gesamtministeriums des Königreiches Sachsen, galt aber schon vor 1858 als maßgebendes Mitglied des Kabinetts. Den Dresdner Maiaufstand ließ er 1849 mit Hilfe preußischer Truppen niederschlagen. Mit Preußen und Hannover schloss er das Dreikönigsbündnis. Da sich Bayern und Württemberg nicht anschlossen, wandte sich Beust von Preußen ab und Österreich zu. In dieser Zeit gewann er entscheidenden Einfluss auf König Johann.
Beust sah sich als Pendant zum preußischen Ministerpräsidenten Otto von Bismarck, obwohl Sachsen weder politisch noch militärisch oder wirtschaftlich eine mit Preußen vergleichbare Großmachtposition besaß. Auf den Würzburger Konferenzen arbeitete er an einer gemeinsamen Politik der Mittelstaaten und legte auch einen eigenen Plan zur Reform des Deutschen Bundes vor. 1864 war Beust Vertreter des Bundes auf der Londoner Konferenz zur Beendigung des Deutsch-Dänischen Krieges.
1866 führte er Sachsen an der Seite Österreichs in den Deutschen Krieg. Nach der Niederlage in der Schlacht bei Königgrätz schied er auf Wunsch Bismarcks aus dem sächsischen Dienst aus und ging nach Österreich.
Beust war vom 30. Oktober 1866 bis 1871 österreichischer bzw. österreichisch-ungarischer Außenminister, ab dem 7. Februar 1867, vor Abschluss des Ausgleichs mit Ungarn, bis zum Ende des Jahres auch österreichischer Ministerpräsident. Als dieser führte er im Februar 1867 den Ausgleich mit Ungarn durch und leitete die konstitutionelle Verfassung ein. Er führte ab dem 23. Juni 1867 zusätzlich zur Funktion des k.u.k. Außenministers auch den Titel des Reichskanzlers. Nach seinem Ausscheiden erlosch diese Amtsbezeichnung.
Nach seiner Entlassung als Außenminister und Reichskanzler am 8. November 1871 wurde er Botschafter in London und von 1878 bis 1882 in Paris. Sein Nachfolger als k.u.k. Außenminister wurde Graf Gyula Andrássy. 1882 zog er sich ins Privatleben zurück.

## Familie

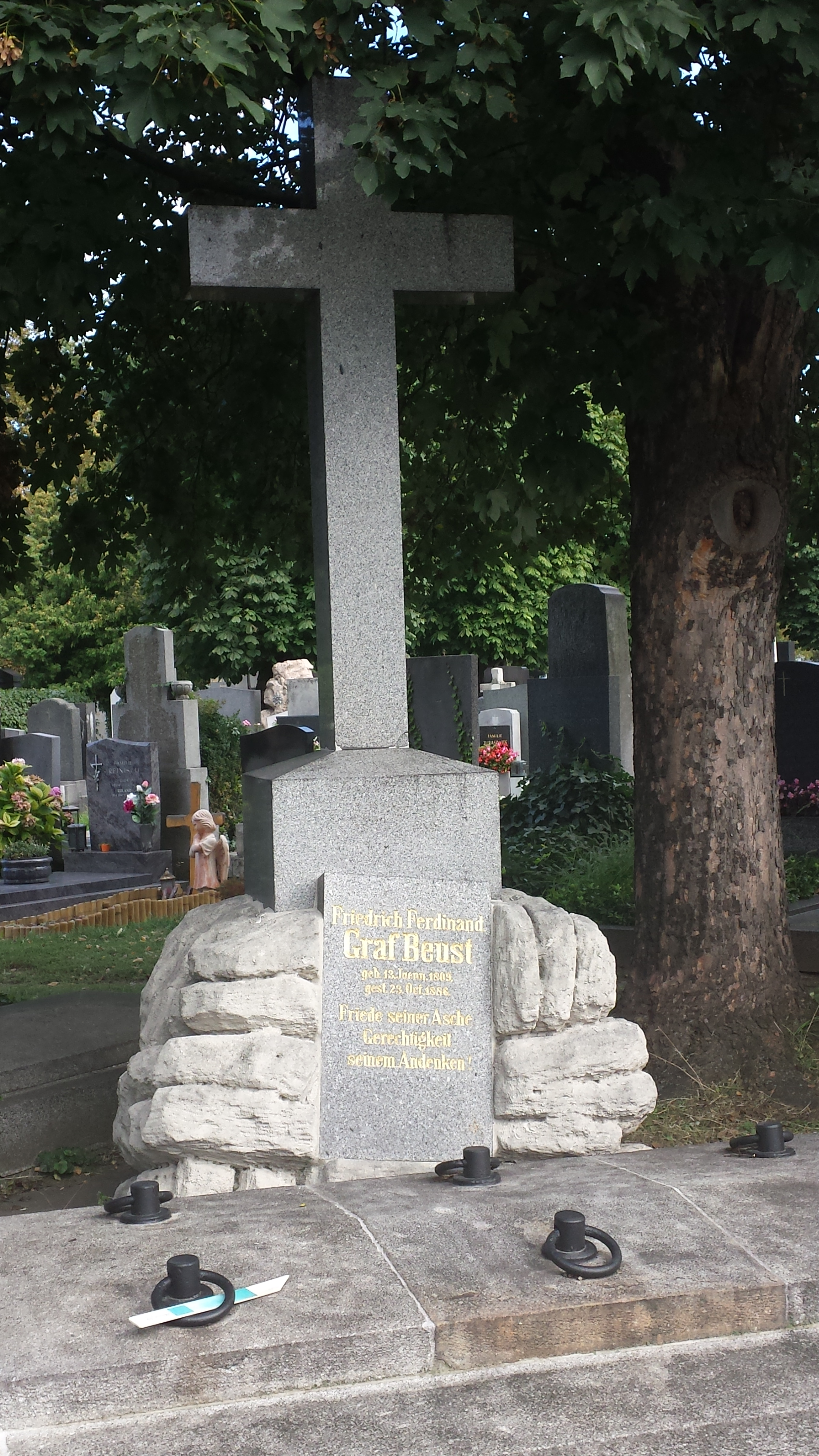
Beusts Grab am Evangelischen Friedhof Matzleinsdorf

Als Mitglied der adeligen Familie Beust führte Friedrich Ferdinand von Beust den Adelstitel Freiherr. 1868 wurde er in den Grafenstand erhoben. Seine Eltern waren der Oberhofgerichtsrat Friedrich Karl Leopold Freiherr von Beust (1779–1845) und dessen Ehefrau Erdmuthe Wilhelmine von Carlowitz (1774–1854).
Sein älterer Bruder Friedrich Constantin von Beust war Oberberghauptmann in Sachsen und Generalinspektor der Bergwerke in Cisleithanien.
Friedrich Ferdinand von Beust heiratete 1843 Mathilde Freiin von Jordan (1817–1886), die Tochter des bayrischen Generalleutnants Wilhelm Friedrich von Jordan und seiner Frau Violanda geb. Gräfin von Sandizell. Sie bekamen eine Tochter, Marie (1845–1926), die 1863 in Dresden den späteren sächsischen Finanzminister Léonce Freiherr von Könneritz heiratete, sowie drei Söhne: Friedrich, Heinrich (* 1855) und Adolph (* 1848).
Beusts Grab liegt auf dem Evangelischen Friedhof Matzleinsdorf (Gruft 10, rechts) in Wien. Seine wenig später am 13. Dezember 1886 verstorbene Frau Mathilde wurde auf dem alten katholischen Friedhof in Dresden-Friedrichstadt beigesetzt.

## Schriften (Auswahl)
- Erinnerungen zu Erinnerungen. Verlag Wöller, Leipzig 1881.
- Aus drei Viertel-Jahrhunderten. 2 Bände. Verlag Cotta, Stuttgart 1887 (Digitalisat. Band 1); (Digitalisat. Band 2)
- Oesterreichs Neutralitäts-Politik, und das künftige Verhältniss der österreichisch-ungarischen Monarchie zu Deutschland. Verlag Ludwig Aigner, Pest 1870 (hdl:2027/hvd.hnmfsh).